# Torrent de la Borda (Solsonès)
El Torrent de la Borda és un corrent fluvial afluent per l'esquerra de la Ribereta del Pujol, a la Vall de Lord.

## Descripció
Neix a uns 400 m. al NE del Cap del Verd a 2.198 msnm a l'Alt Urgell. Entra al Solsonès pel Coll dels Belitres, rep per l'esquerra les aigües de la Canal Fonda i passa pel costat nord de la Borda del Pujol just abans de desguassar a la Ribereta del Pujol damunt del Clot de l'Infern, a 1.358 msnm.
Els primers 1.400 m. del seu curs formen part del territori integrat en el Pla d'Espais d'Interès Natural (PEIN) de la Generalitat de Catalunya i més concretament en l'espai de la Serra del Verd.

## Municipis que travessa
Els seus primers 330 m. (el 12,2% del seu curs)els fa pel municipi de Gòsol; la resta del seu recorregut (el 87,8%) el realitza pel terme municipal de la Coma i la Pedra.

## Xarxa hidrogràfica
La xarxa hidrogràfica del Torrent de la Borda està integrada per un total de 5 cursos fluvials dels quals 3 són subsidiaris de 1r nivell de subsisiaritat i un altre ho és de 2n nivell. La totalitat de la xarxa suma una longitud de 6.290 m.
| Codi del corrent fluvial | Coordenades del seu origen                                    | longitud (en metres) |
| ------------------------ | ------------------------------------------------------------- | -------------------- |
| Torrent de la Borda      | 42° 12′ 12.98″ N, 1° 37′ 6.400″ E / 42.2036056°N,1.61844444°E | 2.714                |
| E1                       | 42° 12′ 11.54″ N, 1° 37′ 14.66″ E / 42.2032056°N,1.6207389°E  | 539                  |
| E2                       | 42° 11′ 42.26″ N, 1° 37′ 17.26″ E / 42.1950722°N,1.6214611°E  | 812                  |
| E3                       | Xarxa de la Canal Fonda                                       | 2.225                |